# Sandizell (Adelsgeschlecht)

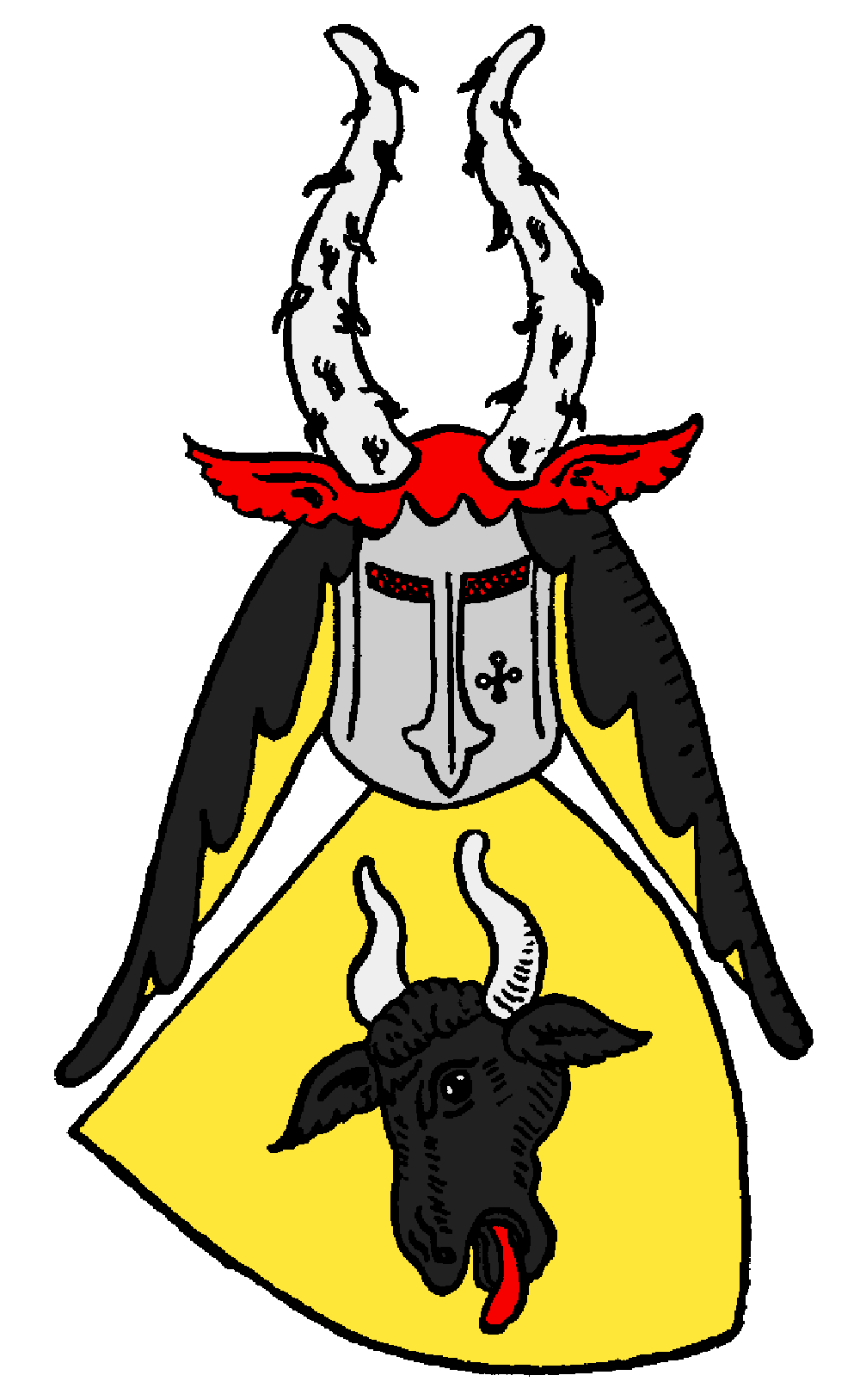
Stammwappen derer von Sandizell

Sandizell (auch Herren, Grafen von Sandizell oder Sandicell, auch Sandizeller) ist der Name eines alten bayerischen Adelsgeschlechts. Die Herren von Sandizell gehören zum altbayerischen Uradel. Zweige der Familie bestehen bis heute.

## Geschichte

### Herkunft
Die Familie gehört zu den ältesten noch existierenden Ministerialgeschlechter aus der Zeit der Grafen von Scheyern. Nach Wiguleus Hund bestanden bereits im 11. Jahrhundert die Häuser Lintach und Sattelperg. Erstmals urkundlich erwähnt wurde die Familie mit „Arnoldus de Sandizelle“, der von 1171 bis 1190 genannt wird.
Sandizell mit dem Wasserschloss Sandizell, dem Stammsitz des Geschlechts, ist heute ein Ortsteil von Schrobenhausen im oberbayerischen Landkreis Neuburg-Schrobenhausen. Es wird schon 1007 erstmals erwähnt und gehört seit Ende des 11. Jahrhunderts der Familie.

### Ausbreitung und Linien
Im 14. Jahrhundert teilte sich das Geschlecht der Sandizeller in die Zweige Sandizell zu Großhausen, Sandizell zu Edelshausen, Sandizell zu Mühlhausen und Sandizell zu Odelzhausen. Hochprant von Sandizell († 1502) erbte 1487 die Herrschaft Waldeck, die mit Miesbach bis 1516 im Familienbesitz verblieb.
Moritz Sandizell war 1494 Jägermeister und Landrichter zu Pfaffenhofen an der Ilm, ein weiterer Moritz starb 1545 als herzoglicher Rat zu München. Wilhelm von Sandizell zu Großhausen nahm 1527 an der Erstürmung Roms unter Karl von Bourbon teil. Moritz (III.) von Sandizell war von 1559 bis 1566 Fürstbischof von Freising. Seinen jüngerer Bruder Ortolph setzte er als Pfleger für die Herrschaft Burgrain ein. Maria Theresia Freiin von Sandizell, Tochter des Wolf Dietrich Freiherr von Sandizell, starb 1719 als gefürstete Äbtissin des Klosters Obermünster zu Regensburg, ein Amt, das sie 36 Jahre lang ausübte. Johann Franz Freiherr von Sandizell, wahrscheinlich ihr Bruder, war Senior zu Malzhausen, Herr zu Schernegg und Röhlingen und Ritter des Deutschen Ordens. Freiherr Maximilian Emanuel wurde kurbayerischer Hof- und Kammerrat und Hauptpfleger zu Rain.
Joseph Anton Maria Graf von Sandizell, der spätere kurpfälzische Hofratspräsident, wurde 1795 Mitglied der Schwäbischen, Fränkischen und Rheinischen Reichsritterschaft. Dabei konnte er seine Adelsprobe bis auf seinen Urgroßvater, Johann Dietrich Freiherr von Sandizell, zurückverfolgen. Sein Sohn Cajetan Graf von und zu Sandizell (* 1782) auf Malz-, Vinkel- und Edolzhausen, Linden, Langenmosen, Münster und Riedheim, starb 1863 als erblicher Reichsrat der Krone Bayerns und Obersthofmeister des Königs von Bayern. Aus seiner 1804 geschlossenen Ehe mit Elisabeth Gräfin von Toerring-Guttenzell ging Graf Max hervor, königlich bayerischer Kämmerer und Rittmeister à la suite. Der erbliche Reichsrat der Krone Bayerns wurde mit dem 1827 gestifteten und 1933 aufgelösten Fideikommiss Sandizell verbunden. Seine Schwester Gräfin Marie heiratete 1824 Sir Thomas Cartwright, den britischen Gesandten am königlich schwedischen Hof. Seine zweite Schwester Caroline Gräfin von Sandizell war Hofdame der Herzogin Auguste von Leuchtenberg.

### Standeserhebungen
Johann Dominicus Freiherr von und zu Sandizell, kurfürstlich bayerischer Kämmerer, erhielt am 24. Januar 1677 eine kurfürstlich bayerische Anerkennung des Freiherrenstandes.
Am 8. April 1686 wurden Ortolf, Ignaz und Maria Anna von Sandizell zu Edelshausen in den kurfürstlich bayerischen Freiherrenstand erhoben.
Bei der Freiherrenklasse der Adelsmatrikel im Königreich Bayern wurden am 29. Dezember 1809 die Schwestern, beides geborene Freiinen von Sandizell, Maria Walburga Gräfin von Rechberg und Rothenlöwen und Wilgefortis Amalia Gräfin von Toerring-Guttenzell eingetragen.
Anton Joseph Freiherr von und zu Sandizell auf Malz- und Edelshausen, Langenmosen, Linden, Münster, Riedheim und Stadl, kurfürstlich pfalzbayerischer Kämmerer, Wirklicher Geheimer Rat und Hofrat, wurde am 26. April 1790 zu München von Kurfürst Karl Theodor von Pfalzbayern als Reichsvikar in den Reichsgrafenstand erhoben.
Bei der Grafenklasse der Adelsmatrikel im Königreich Bayern wurde am 16. November 1809 sein Sohn Cajetan Graf von und zu Sandizell auf Sandizell, Malz-, Winkel- und Edelshausen, Langenmosen, Münster, Riedheim und Stadl, königlich bayerischer Kämmerer und Obersthofmeister der Herzogin Witwe von Pfalz-Zweibrücken in Neuburg, zusammen mit seinen Geschwistern eingetragen.

## Wappen

### Stammwappen
Blasonierung: Das Stammwappen zeigt in Gold einen schräglinksgestellten, rot-bezungten, silbern-bewehrten schwarzen Büffelkopf; auf dem Helm mit schwarz-goldenen Helmdecken zwei mit Hermelinfell überzogene Büffelhörner mit rotem Stirnfell und roten Ohren.

### Gräfliches Wappen
Das reichsgräfliche Wappen, verliehen 1790, zeigt das Stammwappen und zusätzlich als Schildhalter zwei Geharnischte, deren Brust mit einem roten Kreuz belegt ist und deren Sturmhaube mit fünf (Farbfolge Silber, Rot, Silber, Rot, Silber) Straußenfedern besteckt ist. Der rechte hält eine gefranste silberne Fahne mit dem von einem grünen Lorbeerzweig umgebenen roten Kreuz, der linke eine solche Fahne mit dem Stammwappen haltend.

### Historische Wappenabbildungen

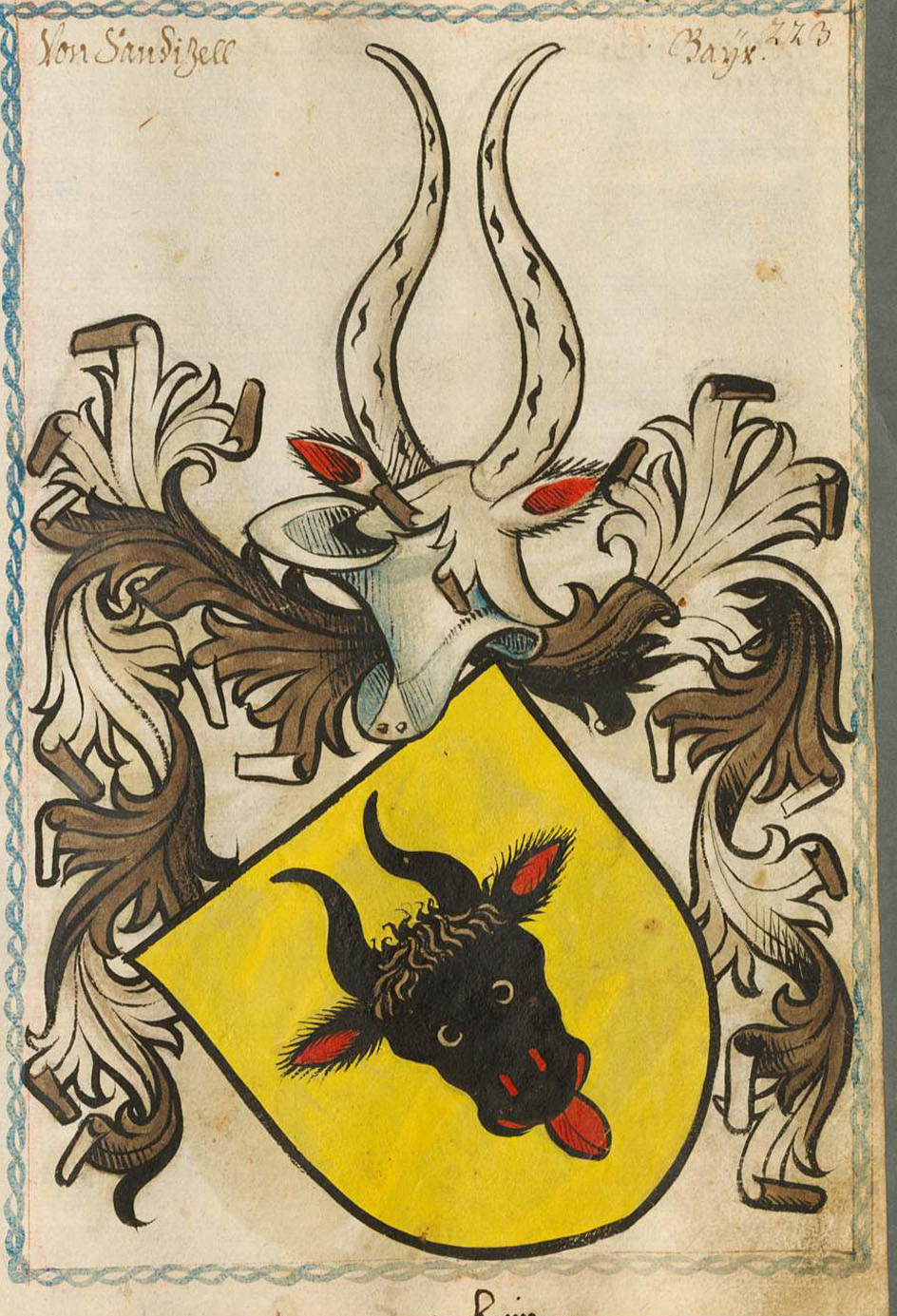
Wappen derer von Sandizell aus dem Scheiblerschen Wappenbuch um 1495
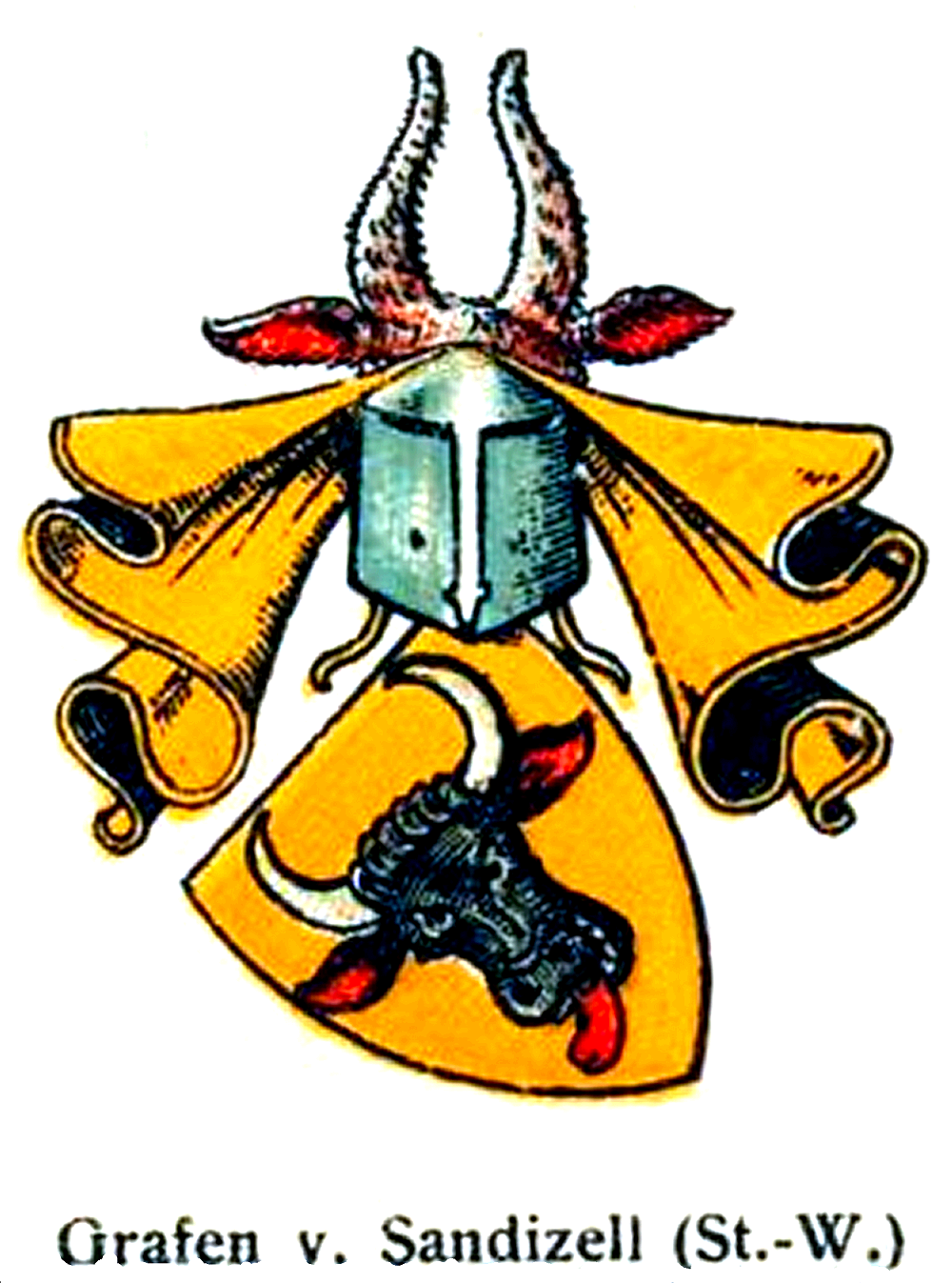
Stammwappen derer von Sandizell, Adolf Matthias Hildebrandts Wappensammlung
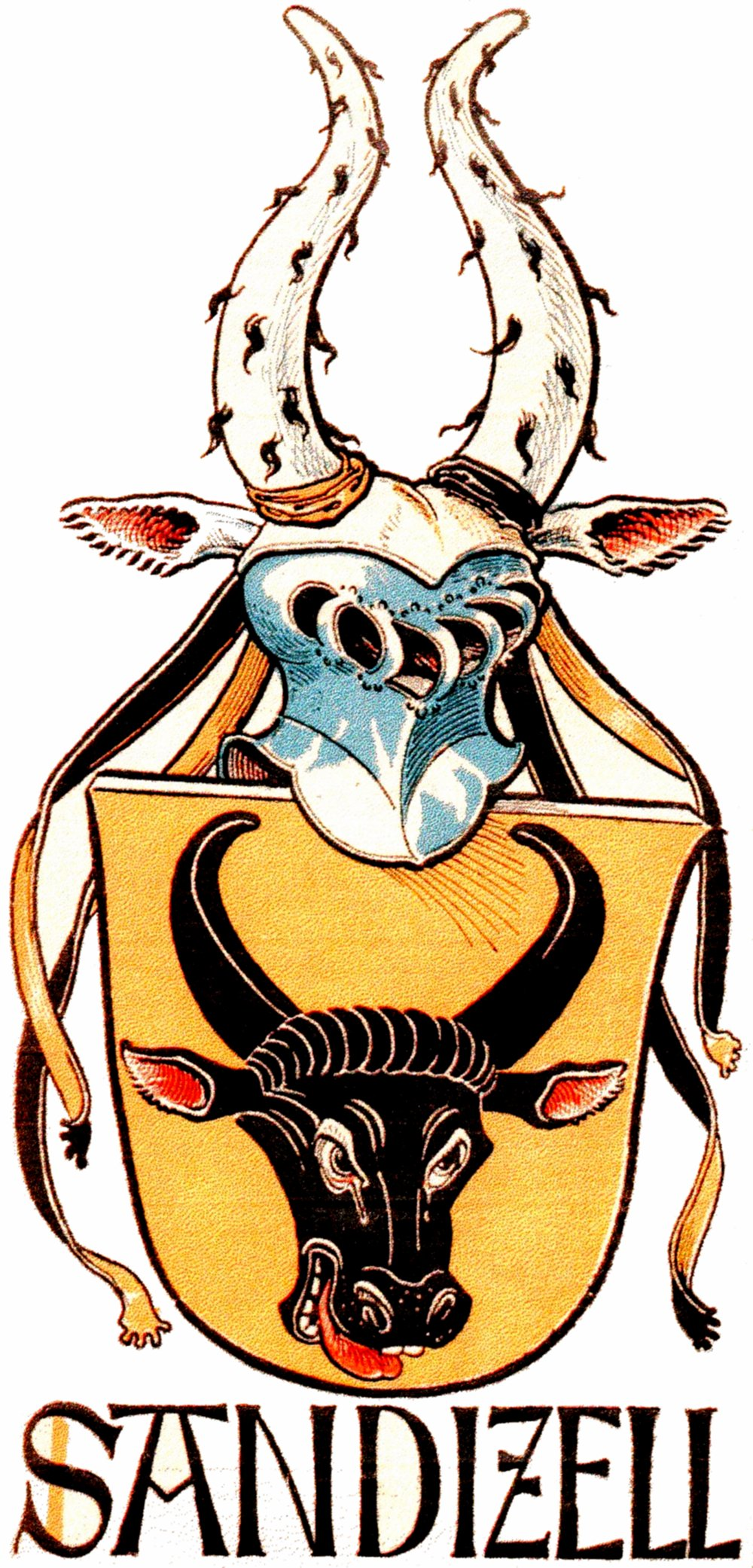
Wappen derer von Sandizell, Otto Hupp, Münchener Kalender 1902
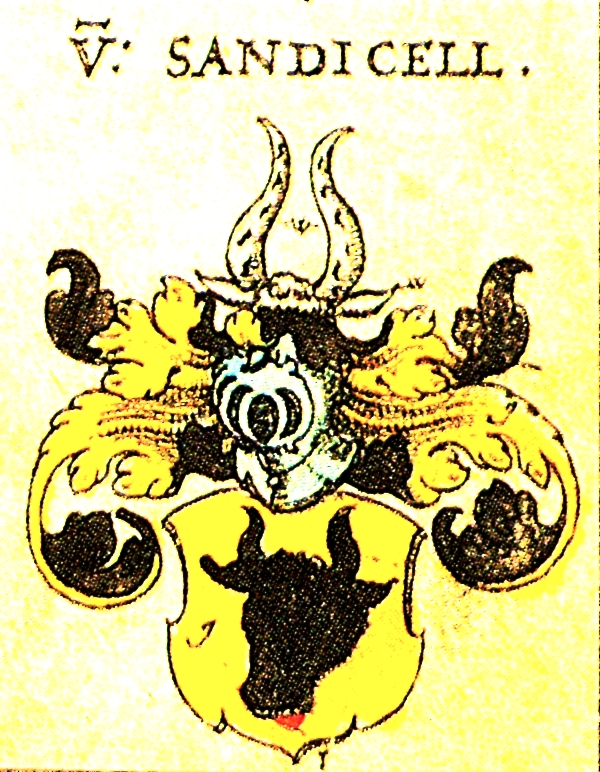
Wappen derer von Sandizell in Johann Siebmachers Wappenbuch von 1605
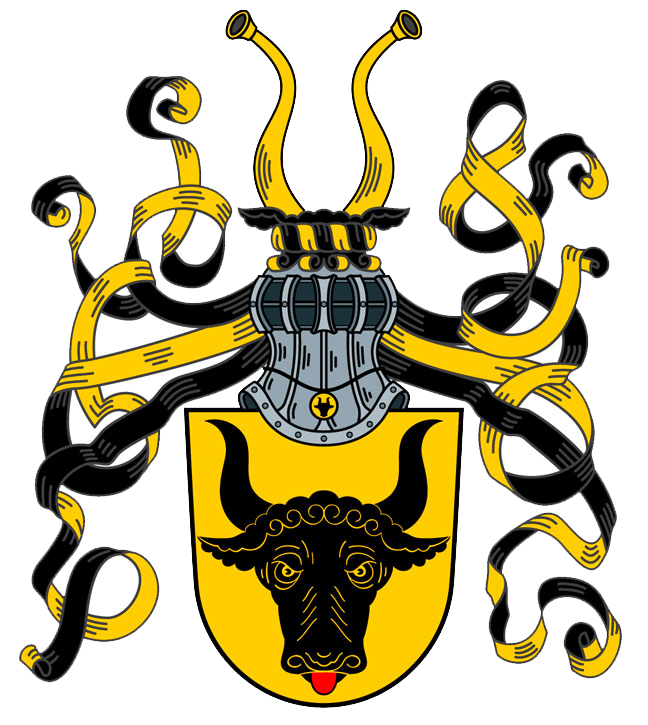
Wappen derer von Sandizell
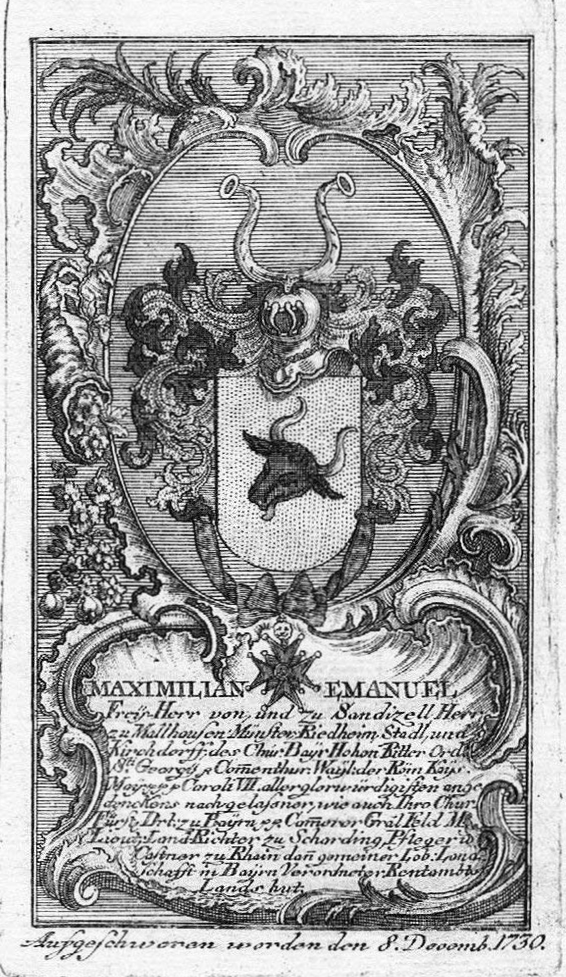
Wappen des Maximilian Emanuel Freiherren von und zu Sandizell (1702–1778), um 1780
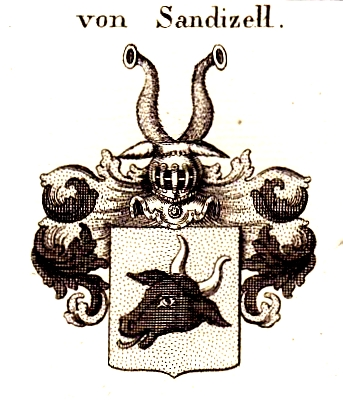
Wappen derer Freiherren von Sandizell, Tyroffs Wappenbuch des gesammten Adels des Königreichs Baiern, 1820
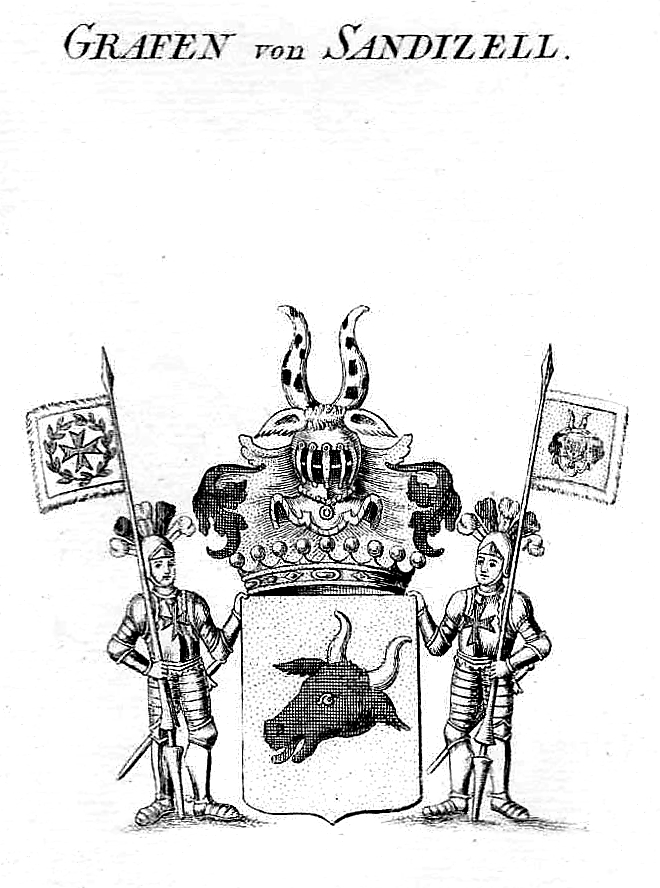
Wappen derer Grafen Sandizell im Wappenbuch des gesammten Adels des Königreichs Baiern, 1818

### Orts- und Gemeindewappen
Der Büffelkopf aus dem Wappen der Familie Sandizell erscheint noch heute in einigen bayerischen Orts- und Gemeindewappen.

Wappen der Gemeinde Buch am Buchrain
Wappen der Gemeinde Stubenberg

## Namensträger
- Moritz von Sandizell-Edelshausen (* 1514; † 1567), Fürstbischof von Freising (Amtszeit von 1559 bis 1566)
- Ortholph von Sandizell-Edelshausen; jüngerer Bruder von Moritz, war von ca. 1560 bis 1566 Pfleger der Herrschaft Burgrain, die zum Hochstift Freising gehörte.
- Max Emanuel von und zu Sandizell (* 1702; † 1778), Kommandant der Festung Ingolstadt
- Kajetan Graf Sandizell, ab dem 16. November 1811 Mitglied des bayerischen Reichsrats.
- Carl Theodor von und zu Sandizell (* 1865; † 1939), Reichstagsabgeordneter von 1912 bis 1918
- Carl Max von und zu Sandizell (* 1895; † 1962), Rallyefahrer und Sportpräsident im Automobilclub von Deutschland
- Nikolaus von und zu Sandizell (* 1959), Unternehmer und Gründer einer internationalen marinearchäologischen Such- und Bergungsfirma